# Шапсухо
Шапсухо (рус. Шапсухо; Шапсуго) мања је река на југу европског дела Руске Федерације. Протиче преко југозападних делова Краснодарске покрајине, односно преко њеног Туапсиншког рејона. 
Извире на западним обронцима Великог Кавказа, на око 9 km југоисточно од села Молдовановка, а улива се у Црно море у насељу Љермонтово. Укупна дужина водотока је 48 km, површина басена је око 303 km², док је просечан проток 9,2 m³/s. У горњем делу тока је типична планинска река, док неколико километара узводно од ушћа има карактер равничарске реке. Ниво воде у реци умногоме зависи од падавина. 
У реку Шапсухо улива се више од 40, углавном мањих притока, а највеће међу њима су Шчељ Кузњецова са десне и Бурхан са леве стране.